# Guerra del Whisky
La guerra del Whisky —también escrito guerra del güisqui— fue un conflicto diplomático y disputa fronteriza entre Dinamarca y Canadá por la isla Hans. Entre 1973 y 2022, la isla Hans fue objeto de una disputa territorial entre ambas naciones.
El periódico canadiense The Globe and Mail informó el 10 de junio de 2022 de que los Gobiernos canadiense y danés habían acordado una frontera en la isla, dividiéndola entre el territorio canadiense de Nunavut y el país autónomo danés de Groenlandia. Ocurrió en medio de la invasión rusa de Ucrania, ya que querían demostrar a otros países (Rusia sobre todo) que las disputas pueden resolverse pacíficamente.

## Antecedentes
La isla Hans está situada en el canal Kennedy, entre Groenlandia y la isla de Ellesmere. Una línea imaginaria en medio del estrecho parte la isla por la mitad. Canadá y Dinamarca no podían ponerse de acuerdo sobre la isla Hans en 1973 cuando se firmó un tratado fronterizo, así que dejaron en blanco la descripción de esta frontera.[cita requerida]

## Conflicto y resolución pacífica
En 1984, los soldados canadienses «provocaron» a Dinamarca plantando la bandera canadiense en el islote y dejando una botella de whisky canadiense. El ministro de Groenlandia fue él mismo a la isla ese mismo año con la bandera danesa, una botella de schnapps y una carta que decía «Bienvenidos a la isla danesa» (Velkommen til den danske ø). Los dos países procedieron a plantar por turnos sus banderas en la isla y a intercambiarse bebidas alcohólicas. Las banderas se doblaban de forma correcta y respetuosa. También utilizaron anuncios de Google para «promover sus reivindicaciones». A pesar de la seriedad, todo se hizo de forma desenfadada.

Ambos países acordaron un proceso en 2005 para resolver el problema, que se terminó resolviendo en 2022.

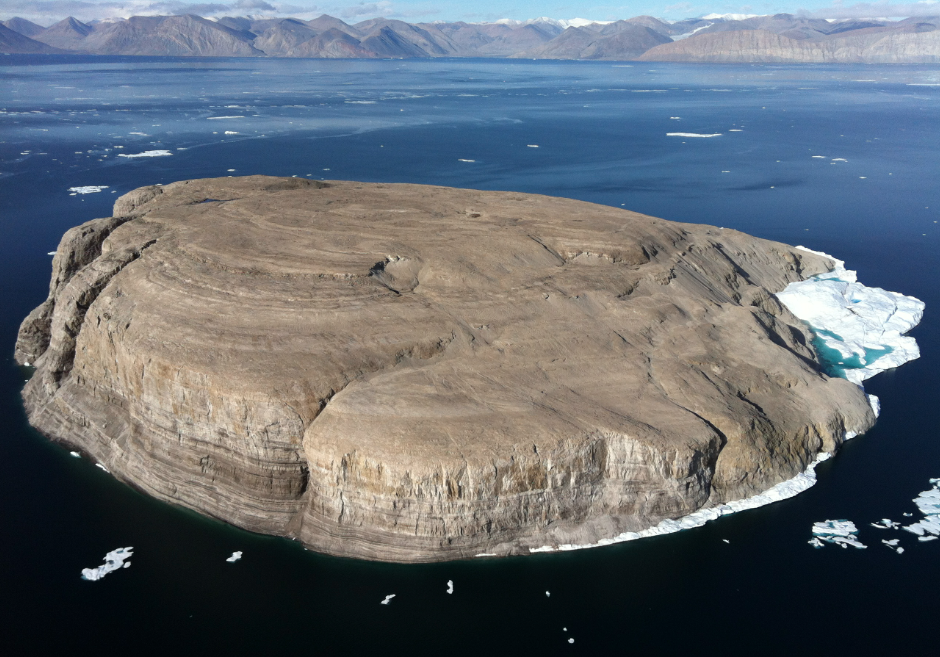
La isla Hans vista desde el aire en agosto de 2012, con la isla de Ellesmere al fondo

Las dos naciones suelen hacer humor de esta disputa fronteriza menor. A pesar de la seriedad oficial del asunto, la forma en que se llevó a cabo el conflicto fue distendida, lo que queda demostrado, entre otras cosas, por el tiempo que se tardó en resolver la disputa. Ambas naciones mantienen relaciones cordiales y son además miembros fundadores de la OTAN. Prácticamente no se ha producido ningún cambio significativo, aparte de la superficie total de las dos naciones. La resolución también tuvo el efecto secundario de brindarles a Canadá y Dinamarca una frontera terrestre entre sí, lo que significa que ambos países ya no limitan con un solo país (Estados Unidos y Alemania, respectivamente).

## Cronología
- 1980–1983: la empresa canadiense Dome Petroleum investiga la isla.[11][12]
- 1984: Tom Høyem, ministro danés de Groenlandia, envía un helicóptero a la isla, dejando allí una bandera y una botella.[13]
- 1988: el guardacostas danés del océano Ártico HDMS Tulugaq llega a la isla, erige un mojón de piedras y coloca un asta con la bandera danesa en la isla.[cita requerida]
- 1995: el oficial de enlaces danés y los geodesistas llegan y colocan otra asta con otra bandera.[cita requerida]
- Finales de agosto de 1997: el guardacostas danés del océano Ártico HDMS Agpa intenta llegar a la isla, pero se ve obligada a volver a unos 241 km de la isla debido al hielo extremo.[cita requerida]
- 2001: Keith Dewing y Chris Harrison, geólogos del Geological Survey of Canada que estaban cartografiando la isla de Ellesmere, llegan en helicóptero a la isla.[14]
- 13 de agosto de 2002: el buque de inspección danés HDMS Vædderen llega y erige un nuevo mojón de piedras, un asta y una bandera tras darse cuenta de que la bandera de 1988 había desaparecido y la de 1995 estaba destrozada.[cita requerida]
- 1 de agosto de 2003: la tripulación de la fragata danesa HDMS Triton desembarca en la isla y vuelve a sustituir la bandera danesa.[cita requerida]
- 13 de julio de 2005: los soldados canadienses desembarcan en la isla, colocando un hito de piedras tradicional inuit (inuksuk) con una placa y una bandera canadiense.[15]
- 20 de julio de 2005: como medida simbólica, el ministro de Defensa canadiense, Bill Graham, pone el pie en la isla.[16]
- 25 de julio de 2005: un funcionario del Gobierno danés anuncia que Dinamarca emitiría una carta de protesta contra Canadá.[cita requerida]
- 25 de julio de 2005: el vicepresidente de Groenlandia, Josef Motzfeldt, afirma que Canadá había ocupado la isla y que los expertos debían determinar a quién le pertenecía la isla.[17]
- 28 de julio de 2005: el embajador danés en Canadá publica un artículo en el periódico Ottawa Citizen con la opinión danesa sobre la cuestión de la isla Hans.[18]
- 4 de agosto de 2005: se envía al guardacostas danés del océano Ártico HDMS Tulugaq de la estación naval de Grønnedal a la isla Hans para imponer la soberanía danesa. Se esperaba que llegase en tres semanas.[19]
- 8 de agosto de 2005: los periódicos daneses informan de que Canadá quería sentarse a negociar sobre el futuro de la isla Hans. El primer ministro danés, Anders Fogh Rasmussen, encaja bien la noticia. Afirma lo siguiente: «Es hora de poner fin a la guerra de banderas. No tiene cabida en un mundo moderno e internacional. Países como Dinamarca y Canadá tienen que poder encontrar una solución pacífica para un caso como este».[20]
- 16 de agosto de 2005: según el ministro danés de Exteriores, Per Stig Møller, Dinamarca y Canadá acuerdan retomar las negociaciones sobre el futuro de la isla Hans. Dinamarca iniciaría de inmediato estudios geológicos en la zona, y Per Stig Møller se reuniría con su homólogo canadiense Pierre Pettigrew en Nueva York a mediados de septiembre. En caso de no llegar a un acuerdo, ambos Gobiernos acuerdan someter la disputa a la Corte Internacional de Justicia de La Haya. El Gobierno de Groenlandia está de acuerdo con esta medida. En cuanto al guardacostas danés HDMS Tulugaq, que en ese momento se dirigía a la isla Hans, el ministro declara: «He dado instrucciones al barco para que navegue hasta allí, pero no bajarán a tierra arrancando la bandera [canadiense] y sustituyéndola por una nueva. Sería [un comportamiento] algo infantil entre dos aliados de la OTAN».[21]
- 20 de agosto de 2005: el ministro de Asuntos Exteriores de Canadá, Pierre Pettigrew, afirma que la reivindicación de Canadá sobre la isla tiene una base firme en el derecho internacional y que probablemente no acabará ante un tribunal mundial. «Nuestra soberanía sobre la isla tiene una base muy sólida», dijo el ministro en una entrevista telefónica con un periodista de Canadian Press.[22]
- 19 de septiembre de 2005: según el ministro de Asuntos Exteriores de Canadá, Pierre Pettigrew, Canadá y Dinamarca acuerdan un proceso para resolver la disputa por la isla. Pettigrew y su homólogo danés, Per Stig Møller, se reúnen en Nueva York. Pettigrew afirma que los dos países trabajarían juntos «para dejar atrás este asunto». Sin embargo, Pettigrew reitera que Canadá tiene soberanía sobre la isla.[23]
- 16 de agosto de 2006: un geólogo de Vancouver recibe un permiso de prospección del Gobierno canadiense en la isla Hans.[24]
- 17 de marzo de 2007: los científicos de la Universidad de Toronto y la Universidad Técnica de Dinamarca anuncian sus planes de instalar una estación meteorológica automatizada en la isla, en algún momento del verano de 2007.[25]
- Julio de 2007: Canadá actualiza las fotos satelitales y reconoce que su línea construida para el anterior acuerdo marítimo habría cruzado aproximadamente el centro de la isla; continúan las negociaciones con Dinamarca sobre el establecimiento de una frontera terrestre internacional o la soberanía de la isla.[26]
- 4 de mayo de 2008: un grupo internacional de científicos de Australia, Canadá, Dinamarca y el Reino Unido instalan una estación meteorológica automatizada en la isla Hans.[27]
- 11 de abril de 2012: propuesta para Canadá y Dinamarca de dividirse la isla Hans.[28]
- 29 de noviembre de 2012: Canadá y Dinamarca llegan a un acuerdo sobre la frontera exacta entre ellos, aunque sin definir la frontera cerca de la isla de Hans.[29]
- 23 de mayo de 2018: Canadá y Dinamarca anuncian una fuerza operativa conjunta para resolver la disputa por la isla Hans.[30]
- Febrero de 2019: el Gobierno canadiense concede al geólogo canadiense John Robins un permiso de exploración minera en la isla Hans para contribuir a la causa de la reivindicación de soberanía de Canadá sobre la isla.[31]
- 12 de septiembre de 2019: el Gobierno de Groenlandia decide aprobar un cierre temporal de la isla de Hans para la solicitud de permisos de exploración minera. Esta aprobación se basa en un acuerdo entre Canadá y Dinamarca. Por tanto, se suspende el permiso de exploración minera del geólogo canadiense John Robins. El danés Andreas G. Jensen también ve rechazada su solicitud de permiso de exploración minera por el Reino de Dinamarca, debido a este acuerdo de cierre.[32]
- 10 de junio de 2022: como prueba de la posibilidad de acercamientos diplomáticos mientras se desarrollaba la invasión rusa de Ucrania de 2022, Canadá y Dinamarca establecen una frontera por medio de la isla, dividiéndola entre el territorio canadiense de Nunavut y el país constituyente semiautónomo danés de Groenlandia.[33]
- 14 de junio de 2022: se desvela oficialmente el plan para dividir la isla entre las dos naciones.[34]